# Коломан I Асень
Коломан I Асень (болг. Коломан I Асен, Калиман I Асен) (1234—1246) — болгарский царь (1241—1246), прозванный Царём-младенцем.

## Биография
Коломан (Калиман) остался после смерти своего отца Ивана Асеня II ребёнком семи лет. Его матерью была венгерская принцесса Анна-Мария, дочь Андраша II и Гертруды Меранской. От имени малолетнего царя державой управляло регентство.

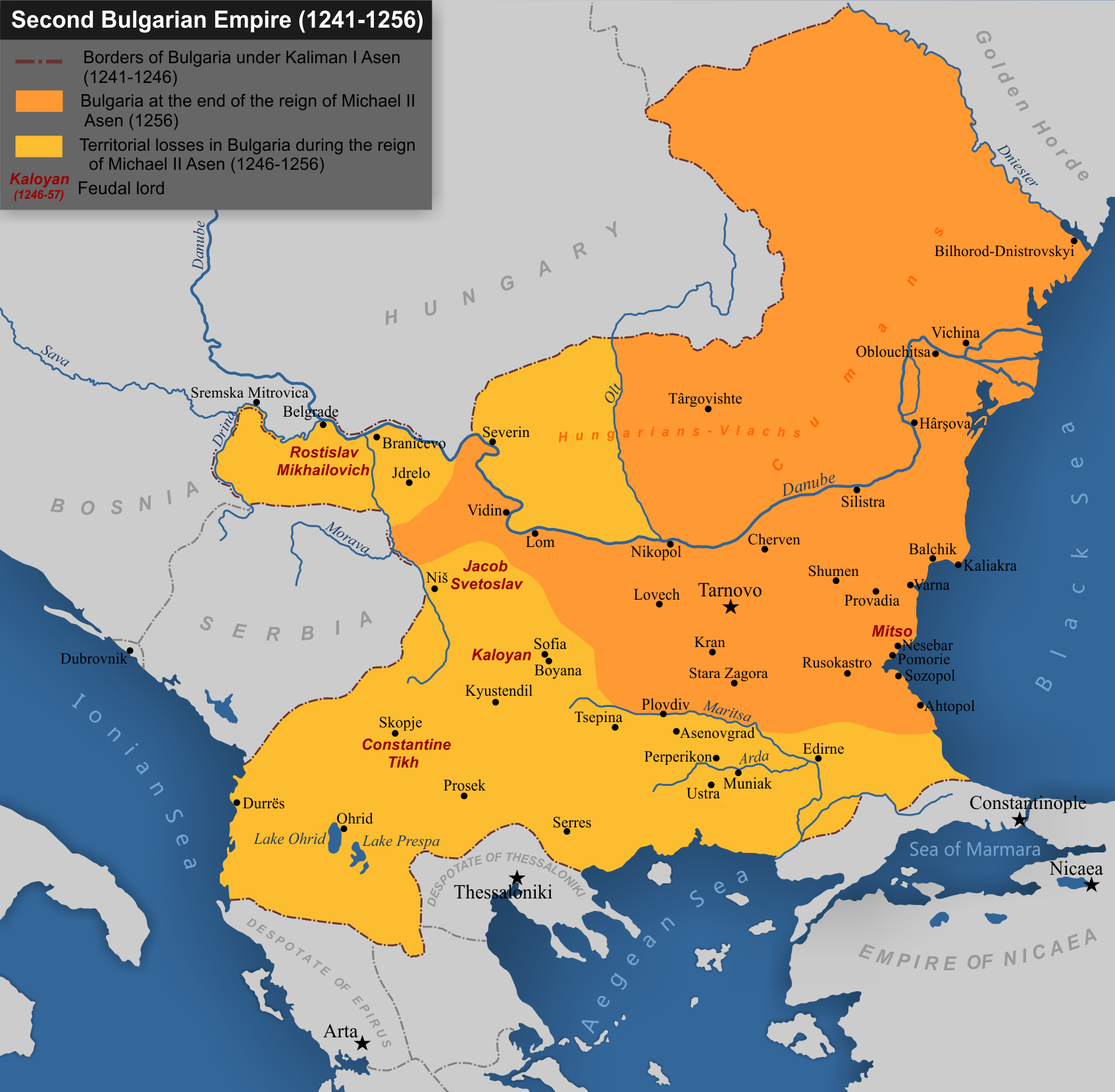
Второе Болгарское царство (1241—1256)

О происхождении имени царя существует несколько гипотез. Согласно одной из них, имя Коломан объясняется венгерским влиянием на болгарский царский двор в тот период. В XI—XIII веках в Венгрии и Австрии был глубоко почитаем Св. Коломан (лат. Colomannus). В письме папы Иннокентия IV болгарскому царю Коломану І Асеню (от 21 марта 1245 года) адресат именуется: «Colomanno in Bulgaria».
В 1241 году, накануне монгольского вторжения в Венгрию, мадьярские дворяне-заговорщики убили проживавшего в Пеште половецкого хана Котяна Тертера и его сыновей (подозревая, скорей всего, безосновательно, что Котян может переметнуться к Батыю). После смерти любимого вождя большая часть половцев (куманов, кунов) отреклась от католицизма и ушла в подданство к Коломану I.
Осенью 1242 (или 1243) года Северная Болгария подверглась опустошению татарскими отрядами, возвращавшимися из Хорватии и Венгрии на Волгу. Хан Батый принудил Тырновское регентство выплачивать ежегодную дань Золотой Орде.
В 1246 году малолетний Коломан был, скорее всего, отравлен по заданию третьей жены Ивана Асеня II — византийки Ирины. На престол вступил её сын Михаил II Асень, также малолетний. Незадолго до кончины Коломана, другой византиец — никейский император Иоанн III Дука Ватаци — захватил принадлежавшую болгарам Солунь (Салоники).

## Родословное древо Коломана Асеня
|                                   |                                   |                                  |                            |                                            |                                                        |                                                        |                 |                                   |                                   |                                                            |                                                            |
| 1 Анна (Анисья)                   | 1 Анна (Анисья)                   | 2 Анна-Мария Венгерская          | 2 Анна-Мария Венгерская    | Иван Асень II (ум. 1241, правил 1218—1241) | Иван Асень II (ум. 1241, правил 1218—1241)             | 3 Ирина Комнина                                        | 3 Ирина Комнина |                                   |                                   |                                                            |                                                            |
|                                   |                                   |                                  |                            |                                            |                                                        |                                                        |                 |                                   |                                   |                                                            |                                                            |
|                                   | 1                                 | 1                                |                            | 2                                          | 2                                                      | 2                                                      | 2               |                                   | 3                                 | 3                                                          | 3                                                          |
|                                   | Белослава (?) ∞ Стефан Владислав  | Белослава (?) ∞ Стефан Владислав |                            | Тамара                                     | Тамара                                                 | Пётр ум. 1237                                          | Пётр ум. 1237   | Анна-Теодора ∞ севастократор Пётр | Анна-Теодора ∞ севастократор Пётр | Михаил I Асень (род. 1238/1241, ум. 1256 правил 1246—1256) | Михаил I Асень (род. 1238/1241, ум. 1256 правил 1246—1256) |
| Мария (?) ∞ Теодор Ангелос Комнин | Мария (?) ∞ Теодор Ангелос Комнин |                                  | Елена ∞ Феодор II Ласкарис | Елена ∞ Феодор II Ласкарис                 | Коломан I Асень (род. 1235, ум. 1246 правил 1241—1246) | Коломан I Асень (род. 1235, ум. 1246 правил 1241—1246) |                 |                                   | Мария ∞ Мико                      | Мария ∞ Мико                                               |                                                            |